# Doleschallia comrii
Doleschallia comrii är en fjärilsart som beskrevs av Frederick DuCane Godman och Osbert Salvin 1878. Doleschallia comrii ingår i släktet Doleschallia och familjen praktfjärilar. Inga underarter finns listade i Catalogue of Life.